# 오니시역
오니시역(일본어: 大西駅 오오니시에키[*])은 일본 에히메현 이마바리시에 있는 시코쿠 여객철도 요산선의 역이다. 역 번호는 Y43이며, 1번선이 본선, 2번선이 부본선 상하 구조로 교행된 승강장 2면 2선의 구조를 지닌 지상역이다.

## 역 주변
- 이마바리 시청 오니시 지소
- 이요 은행 오니시 지점
- 국도 제196호선

## 역사
- 1924년 12월 1일 : 이요오이역(일본어: 伊予大井駅)으로서 개업.
- 1959년 10월 1일 : 오니시역으로 개칭.
- 1987년 4월 1일 : 민영화에 의해, 시코쿠 여객철도로 이관.

## 인접 정차역
| 시코쿠 여객철도 요산선      | 시코쿠 여객철도 요산선 | 시코쿠 여객철도 요산선          |
| --------------------------- | ---------------------- | ------------------------------- |
| Y 42 나미카타 다카마쓰 방면 | 요산 선                | 이요카메오카 Y 44 마쓰야마 방면 |